# Michael Clayton (2007.)
Michael Clayton je pravni triler Tonyja Gilroya iz 2007. s Gergeom Clooneyjem, Tomom Wilkinsonom, Tildom Swinton i Sydneyjem Pollackom. Prikazuje pokušaje odvjetnika Michaela Claytona da se nosi sa živčanim slomom kolege te korupcijom i smrtonosnim intrigama među velikim klijentima njegove pravne kuće koja je tužena zbog otrovnih poljoprivrednih kemikalija.

## Radnja
Michael Clayton (George Clooney), odvjetnik ovisan o kockanju, napušta partiju pokera. Zaposlen je u prestižnoj njujorškoj pravnoj tvrtki Kenner, Bach & Ladeen kao "popravljač" - netko tko ispravlja teške situacije, često nekonvencionalnim ili prikladnim metodama - Clayton prima poziv od partnera iz tvrtke, koji ga uputi da se sastane s ključnim klijentom koji vjeruje kako je svojim autom udario pješaka i pobjegao. Nakon žučnog sastanka, Clayton silazi s ceste nakon što je neko vrijeme vozio bez cilja. Sviće novi dan: on se popne na brežuljak kako bi gledao konje; dok im prilazi, iznenada mu eksplodira auto.
Priča se vraća četiri dana unatrag. Clayton je upravo primio vijest kako zbog neuspješnog pokretanja bara sa svojim bratom Timmyjem duguje 75 tisuća dolara kriminalcima. Zatim mu javljaju kako je jedan od odvjetnika u njegovoj tvrtki, Arthur Edens (Tom Wilkinson), doživio živčani slom. Usred ključnog svjedočenja u slučaju protiv glavnih klijenata firme, United Northfielda (skraćeno U-North), poljoprivrednog konglomerata, Edens počne neartikulirano mrmljati i skine se do do gola. Kako bi spasio situaciju, Clayton izvlači Edensa iz zatvora u Milwaukeeju i sazna da je njegov prijatelj, koji je i u prošlosti doživio slom živaca, prestao uzimati svoje lijekove. Prije nego što je Clayton ispratio Edensa u New York kako bi primio liječničku skrb, Edens pobjegne i vraća se u New York sam. Karen Crowder (Tilda Swinton), generalna zastupnica U-Northa, uzima Edensovu aktovku iz sobe za svjedočenja i otkrije kako Edens posjeduje interni U-Northov memorandum u kojem stoji kako je tvrtka odgovorna za proizvodnju kancerogenog herbicida. Nakon što je Crowder saznala kako Edens ne želi surađivati i ne može biti smješten u umobolnicu, odlučuje angažirati dva operativca (Robert Prescott, Terry Serpico) kako bi pratili Edensa, uključujući prisluškivanje njegova telefona i instaliranje prisluškivača u njegov stan. Nadzor i pregled dokumenata iz Edensova ureda otkrivaju kako je Edens gradio slučaj protiv U-Northa, svoga klijenta. Crowder upućuje dvojicu špijuna da ubiju Edensa; njihove metode zavaraju policiju koja pomisli da se radi o samoubojstvu.
Smrt prijatelja poremeti Claytonov ritam, a on postaje sumnjičav nakon što je slučajno saznao da je U-North namjeravao postići pogodbu te da je Edens kupio avionsku kartu za New York za jednu od tužitelja iz slučaja, Annu (Merritt Wever). Uz pasivnu pomoć svoga brata (Sean Cullen), detektiva njujorške policije, Clayton provali u Edensov zapečaćeni stan i otkrije potvrdu (u crveno uvezanoj knjizi nazvanoj Kraljevstvo i osvajanje) za veliku količinu kopija. U kopiraonici otkrije kako je Edens prikupio dokumente koji optužuju U-North, te naručio tri tisuće kopija (dvije tisuće s crvenim uvezom, te još tisuću s plavim). Clayton uzme kopiju i ode, ali dvojica ubojica sada počnu pratiti njega, a nakon što su osigurali svoju kopiju dokumenata, javljaju Crowder o najnovijim saznanjima. Clayton namjerava pokazati sve to svom šefu Martyju Bachu (Sydney Pollack), ali mu ovaj ponudi partnerstvo u tvrtki i bonus od osamdeset tisuća dolara; u jednoj ruci drži ček, a u drugoj inkriminirajuće dokumente. Dok Clayton igra poker te večeri (povratak na uvodnu scenu filma), jedan od ubojica mu stavi bombu u auto. Javivši se na telefonski poziv, Clayton, napušta partiju ranije od očekivanog, omevši ubojičinu reinstalaciju sustava za praćenje vozila, koji se pokvari. Clayton odlazi u Westchester County kako bi se sastao s klijentom koji je udario pješaka i pobjegao. Slijede ga plaćenici koji imaju problema s uređajem koji su postavili. Znajući da je u blizini, ali ne njegovu točnu lokaciju, jedan od njih aktivira bombu. U tom trenutku priča se vraća na događaje s početka filma.
Nenaoružani Clayton otrči natrag do auta i baci u vatru svoje dokumente. Kasnije, na sastanku upravnog odbora U-Northa, Crowder predloži da novi dogovor o pogodbi, u kojem će biti odobren povrat poreza koji će pokriti troškove. Nakon što je izašla iz konferencijske dvorane kako bi pustila direktore da se posavjetuju, Clayton je dočeka ispred. Kaže joj kako ima pristup kopijama U-Northova memoranduma i da zna da je ona odgovorna za Edenovu smrt i za pokušaj njegova ubojstva. Priznavši da je on sam "prodao" Edensa za novac i karijeru (na kraju krajeva, to je uloga koju igra u firmi), on zatraži da mu ona osobno isplati deset milijuna dolara za njegovu šutnju. Crowder nevoljko pristane na polovicu svote, na Claytonovo gnušanje. On otkrije kako u džepu ima uključen mobitel, a na drugoj je liniji njegov brat. Clayton odlazi, a dolazi policajci. Dok Crowder i predsjedatelj U-Northa (Ken Howard) bivaju uhićeni, Clayton odlazi iz zgrade i ulazi u taksi. Kaže taksistu, "Vozi za 50 dolara. Samo vozi." Nakon pet minuta na njegovu licu pojavljuje se smiješak, a film završava.

## Produkcija

### Lokacije
Željeznički most gdje eksplodira Claytonov auto je Moodna Viaduct u New Yorku, u Okrugu Orange, a ne Westchester. Washingtonville, za koji se kaže da je tamo Clayton maturirao i gdje se odvija rođendanska zabava njegova oca, zapravo je mjesto u kojem je srednju školu pohađao scenarist i redatelj Tony Gilroy.

## Premijera

### Kino premijera
Film je premijerno prikazan 31. kolovoza 2007. na Venecijanskom filmskom festivalu, a 2. rujna na Američkom filmskom festivalu u Deauvilleu, te 7. rujna na Međunarodnom film festivalu u Torontu. U Ujedinjenom Kraljevstvu se počeo prikazivati 28. rujna 2007., a na Dubai Film Festivalu u prosincu 2007. 5. listopada 2007. je film u ograničenom izdanju objavljen u Sjedinjenim Državama, a 12. listopada u punom izdanju. Film je u prvom vikendu zaradio 10,3 milijuna dolara. Ponovno je objavljen 25. siječnja 2008. Prema podacima od 8. veljače 2008. film je u domaćim kinima zaradio 45 milijuna dolara. Ukupna svjetska zarada iznosila je 92,6 milijuna dolara.

### Kućna izdanja
Film je 19. veljače 2008. objavljen na DVD-u i Blu-rayu. Na DVD-u se nalaze izbačene scene i komentar scenarista i redatelja Tonyja Gilroya. 11. ožujka 2008. objavljen je i na HD-DVD-u.

## Reakcije

### Kritike
Film je uglavnom naišao na odobravanje kritike. Prema podacima od 19. ožujka 2008., na Rotten Tomatoesu stoji da je 90 posto kritičara dalo pozitivnu ocjenu, na temelju 181 recenzije, od kojih su neki mislili kako se radi o dramatizaciji stvarne priče. Metacritic je izvijestio kako je 82 posto kritika od njih 36 bilo pozitivno. Owen Gleiberman iz Entertainment Weeklyja dao je filmu ocjenu 'A' rekavši kako je "bolji od dobrog, vraća vam vjeru." Roger Ebert ocijenio je film s četiri zvjezdice, a Richard Roeper ga je nazvao 'najboljim filmom godine.' Bio je i najbolji u 2007. u izboru Richarda Schickela koji ga je nazvao "moralnim alarmom, uvjerljivo realističnim i napetom melodramom, besprijekorno odigranim i zgodno postavljenim od strane Tonyja Gilroya."

### Top deset ljestvice
Film se pojavio na mnogim ljestvicama deset najboljih filmova 2007. raznih kritičara.
- 1. - Claudia Puig, USA Today
- 1. - Richard Roeper, At the Movies with Ebert & Roeper[7]
- 1. - Richard Schickel, Time
- 2. - Peter Hartlaub, San Francisco Chronicle
- 3. - Owen Gleiberman, Entertainment Weekly
- 5. - Rene Rodriguez, The Miami Herald
- 6. - Ann Hornaday, The Washington Post
- 6. - Ray Bennett, The Hollywood Reporter
- 7. - Jack Mathews, New York Daily News
- 7. - Kenneth Turan, Los Angeles Times
- 7. - Manohla Dargis, The New York Times (zajedno s filmom Ljubavnik lady Chatterley)
- 7. - Ty Burr, The Boston Globe
- 8. - A.O. Scott, The New York Times (zajedno s filmom Život drugih)
- 8. - Kevin Crust, Los Angeles Times
- 8. - Shawn Anthony Levy, The Oregonian
- 8. - Steven Rea, The Philadelphia Inquirer
- 9. - Dennis Harvey, Variety (zajedno s filmom Romantico)
- 9. - Frank Scheck, The Hollywood Reporter

### Nagrade

##### Pobjede
- Nacionalni ured za kritiku
  - Najbolji glumac (George Clooney)

- Nagrade BAFTA
  - Najbolja sporedna glumica (Tilda Swinton)

- Nagrade Organizacije filmskih kritičara Dallas-Fort Worth
  - Najbolja sporedna glumica (Tilda Swinton)

- Organizacija filmskih kritičara Washington D.C.-a
  - Najbolji glumac (George Clooney)

- Oscari
  - Najbolja sporedna glumica (Tilda Swinton)

- Udruga filmskih kritičara San Francisca
  - Najbolji glumac (George Clooney)

##### Nominacije
- Nagrade Ceha filmskih glumaca
  - Najbolja sporedna glumica (Tilda Swinton)
  - Najbolji glavni glumac (George Clooney)
  - Najbolji sporedni glumac (Tom Wilkinson)

- Nagrade Organizacije filmskih kritičara Chicaga
  - Najbolja sporedna glumica (Tilda Swinton)
  - Najbolji film
  - Najbolji glumac (George Clooney)
  - Najbolji originalni scenarij (Tony Gilroy)
  - Najbolji redatelj (Tony Gilroy)
  - Najbolji sporedni glumac (Tom Wilkinson)
  - Najperspektivniji redatelj (Tony Gilroy)

- Nagrade Organizacije televizijskih, radijskih i internetskih filmskih kritičara
  - Najbolja sporedna glumica (Tilda Swinton)
  - Najbolji film
  - Najbolji glumac (George Clooney)
  - Najbolji scenarist (Tony Gilroy)
  - Najbolji sporedni glumac (Tom Wilkinson)

- Nagrade Satellite
  - Najbolja sporedna glumica - drama (Tilda Swinton)
  - Najbolji originalni scenarij (Tony Gilroy)
  - Najbolji sporedni glumac - drama (Tom Wilkinson)

- Nagrade Udruge londonskih filmskih kritičara
  - Britanska sporedna glumica godine (Tilda Swinton)
  - Britanski glumac godine (Tom Wilkinson)
  - Britanski sporedni glumac godine (Tom Wilkinson)
  - Glumac godine (George Clooney)

- Oscari
  - Najbolja originalna glazba (James Newton Howard)
  - Najbolji film
  - Najbolji glavni glumac (George Clooney)
  - Najbolji originalni scenarij (Tony Gilroy)
  - Najbolji redatelj (Tony Gilroy)
  - Najbolji sporedni glumac (Tom Wilkinson)

- Venecijanski filmski festival
  - Zlatni lav (Tony Gilroy)

- Zlatni globusi[8]
  - Najbolja sporedna glumica (Tilda Swinton)
  - Najbolji film – drama
  - Najbolji glumac - drama (George Clooney)
  - Najbolji sporedni glumac (Tom Wilkinson)

## Soundtrack
Original Motion Picture Sountrack: Michael Clayton objavljen je 25. rujna 2007. u izdanju Varese Sarabandea.

### Nagrade
Iako su neki kritičari pokopali album, bio je nominiran za Oscar za najbolju originalnu glazbu.

### Popis pjesama
Sve pjesme napisao je James Newton Howard.
1. "Main Titles" – 2:12
2. "Chinatown" –  2:27
3. "Drive to the Field" –  1:35
4. "Just Another Day" –  2:20
5. "Meeting Karen" –  2:46
6. "Looking for Arthur" –  1:41
7. "U North" –  1:49
8. "Arthur & Henry" –  2:11
9. "Times Square" –  3:38
10. "Mr. Verne" –  2:28
11. "I'm Not the Guy You Kill" –  6:57
12. "Horses" –  2:13
13. "25 Dollars Worth" –  6:27

## Vanjske poveznice
- Michael Clayton u internetskoj bazi filmova IMDb-a
- Michael Clayton na Rotten Tomatoes
- Michael Clayton na Box Office Mojo
- Michael Clayton na Soundtrack Collector